# Rechtspfleger
Rechtspfleger sind in Deutschland und Österreich Beamte des gehobenen Dienstes, die nach den jeweiligen Rechtsordnungen vielfältige Aufgaben bei den Gerichten sowie in Deutschland auch bei den Staatsanwaltschaften wahrnehmen. In beiden Ländern werden ihre Zuständigkeiten hauptsächlich im Wege der Übertragung von ursprünglich dem Richter zustehenden Entscheidungen und sonstigen Aufgaben geregelt. In Deutschland trifft diese Regelungen das Rechtspflegergesetz. Entscheidungen der Rechtspfleger erfolgen zumeist in Form von Beschlüssen.
Aufgabenbereiche, rechtliche Stellung und Ausbildung unterscheiden sich in beiden Staaten erheblich voneinander. Auch in der Gerichtsorganisation Liechtensteins gibt es Rechtspfleger.

## Deutschland

### Bundesrepublik Deutschland
Rechtspfleger sind in Deutschland fachjuristisch qualifizierte Beamte des gehobenen Justizdienstes an Gerichten und Staatsanwaltschaften, die die durch das Rechtspflegergesetz (RPflG) übertragenen Aufgaben wahrnehmen. Die meisten dieser Aufgaben waren früher von Richtern zu erledigen und wurden nach dem Zweiten Weltkrieg in immer größerem Umfang auf Rechtspfleger übertragen.
Ebenso wie Richter sind Rechtspfleger in ihren Entscheidungen nicht von Weisungen eines Vorgesetzten abhängig und nur an Recht und Gesetz gebunden („sachliche Unabhängigkeit“). Eine Ausnahme dazu bildet die Arbeit in der Strafvollstreckung und der Vermögensabschöpfung bei den Staatsanwaltschaften. Weiterhin können nach § 2 RPflG dem Rechtspfleger andere Dienstgeschäfte wie die des Urkundsbeamten der Geschäftsstelle oder des Kostenbeamten übertragen werden. In diesem Aufgabenbereich kann auch ein Weisungsverhältnis bestehen. Im Gegensatz zu Richtern sind Rechtspfleger nicht „persönlich“ unabhängig. So ist beispielsweise die Versetzung an ein anderes Gericht auch ohne Zustimmung des Rechtspflegers möglich, wenn die beamtenrechtlichen Voraussetzungen vorliegen.
Mit den Aufgaben eines Rechtspflegers kann ein Beamter des gehobenen Justizdienstes betraut werden, der einen Vorbereitungsdienst von drei Jahren abgeleistet und die Rechtspflegerprüfung bestanden hat (§ 2 Abs. 1 RPflG). Wer Rechtspfleger werden will, muss Deutscher im Sinne des Grundgesetzes oder Staatsangehöriger eines Mitgliedstaates der Europäischen Union sein. Einige Bundesländer haben allerdings von der Möglichkeit des Art. 45 Abs. 4 AEUV (früher: Art. 39 Abs. 4 EG-Vertrag) Gebrauch gemacht und lassen zum Vorbereitungsdienst ausschließlich Bewerber mit deutscher Staatsangehörigkeit zu.
Mit den Aufgaben eines Rechtspflegers kann auf seinen Antrag auch betraut werden, wer die Befähigung zum Richteramt besitzt (§ 2 Abs. 3 RPflG). Rechtsreferendare können mit der zeitweiligen Wahrnehmung der Geschäfte eines Rechtspflegers beauftragt werden (§ 2 Abs. 5 RPflG).
Mit dem Rechtspflegerrecht und mit den Rechtsgebieten, für die der Rechtspfleger zuständig ist, befassen sich die Fachzeitschrift Der Deutsche Rechtspfleger und die Rechtspfleger Studienhefte.
Rechtspfleger organisieren sich gewerkschaftlich im Deutschen Beamtenbund (dort Bund Deutscher Rechtspfleger oder Deutsche Justiz-Gewerkschaft) oder in ver.di (dort Fachbereich 06 Bund/Länder, Fachgruppe Justiz).
Die Zahl der Rechtspflegerstellen betrug 2017 bei den Gerichten circa 13.000 (gegenüber circa 21.000 Stellen im richterlichen Dienst) und bei den Staatsanwaltschaften circa 2.500 (darunter knapp 1.000 Amtsanwälte; staatsanwaltschaftlicher Dienst zum Vergleich: circa 5.500 Stellen). Der Anteil der Rechtspfleger ist am größten in der ordentlichen und der Arbeitsgerichtsbarkeit.

#### Aufgaben
Einen Schwerpunkt der rechtspflegerischen Tätigkeit stellt die freiwillige Gerichtsbarkeit dar, in der Richter – von Ausnahmen abgesehen – nur noch in der Rechtsmittelinstanz tätig werden. Die Aufgaben ergeben sich aus dem Rechtspflegergesetz.
Zur freiwilligen Gerichtsbarkeit gehören beispielsweise:
- Nachlassrecht,
- Betreuungsrecht,
- Vormundschaftsrecht,
- Familiensachen,
- Grundbuchrecht und
- Registerrecht bestehend aus:
  - Handelsregister,
  - Genossenschaftsregister,
  - Vereinsregister,
  - Güterrechtsregister,
  - Partnerschaftsregister,
  - Gesellschaftsregister,
  - Schiffsregister sowie
  - Schiffsbauregister.

Darüber hinaus werden Rechtspfleger unter anderem mit folgenden Aufgaben der streitigen Gerichtsbarkeit betraut:
- Mahnverfahren,
- Zwangsvollstreckung,
- Zwangsversteigerung,
- Zwangsverwaltung,
- Insolvenzverfahren,
- Kostenfestsetzung,
- Strafvollstreckung,
- Rechtsantragstelle und
- Beratungshilfe.

Beamte des gehobenen Justizdienstes, die in der Gerichtsverwaltung in Bereichen wie Geschäftsleitung, Personalverwaltung, Haushalt, Informationstechnik und Planung/Organisation oder ähnlichem beschäftigt werden, sind – auch wenn sie eine Rechtspflegerausbildung absolviert haben – nicht als Rechtspfleger tätig. Als Verwaltungsbeamte sind sie nicht unabhängig, sondern an Weisungen Vorgesetzter gebunden.

#### Ausbildung
Die gesetzlichen Voraussetzungen für die Tätigkeit als Rechtspfleger regelt § 2 des Rechtspflegergesetzes.
Die Einstellung in den Vorbereitungsdienst erfolgt durch eine Einstellungsbehörde, in den meisten deutschen Ländern sind das die Oberlandesgerichte. Einstellungsvoraussetzung ist die allgemeine Hochschulreife oder die Fachhochschulreife sowie das Bestehen einer Aufnahmeprüfung mit entsprechender Platzziffer. Daneben können auch qualifizierte Beamte des mittleren Justizdienstes zur Ausbildung zugelassen werden (Anteil 2016 bundesweit: 6 %). Rechtspfleger absolvieren ein rund dreijähriges duales Studium an einer staatlichen Fachhochschule mit berufspraktischen Ausbildungsabschnitten bei Gerichten und Staatsanwaltschaften. Sie haben dabei den Status eines Beamten auf Widerruf und führen die Dienstbezeichnung Rechtspflegeranwärter. Aufstiegsbeamte aus dem mittleren Dienst behalten ihren Status als Beamte auf Probe bzw. Lebenszeit.
Die Ausbildung erfolgt, teils für die Einstellungsbehörden verschiedener Bundesländer an acht Fachhochschulen:
- Fachhochschule für Rechtspflege Nordrhein-Westfalen in Bad Münstereifel
- Hochschule für den öffentlichen Dienst in Bayern, Fachbereich Rechtspflege, in Starnberg
- Fachhochschule Schwetzingen – Hochschule für Rechtspflege in Schwetzingen (Ausbildung für Baden-Württemberg, Rheinland-Pfalz und das Saarland)
- Fachhochschule für öffentliche Verwaltung und Rechtspflege in Güstrow (Ausbildung für Mecklenburg-Vorpommern)
- Norddeutsche Hochschule für Rechtspflege in Hildesheim (Ausbildung für Schleswig-Holstein, Hamburg, Bremen und Niedersachsen)
- Hochschule für Wirtschaft und Recht Berlin  (Ausbildung für Berlin, Brandenburg und Sachsen-Anhalt)
- Hochschule Meißen, Fachbereich Rechtspflege (Ausbildung für Sachsen)
- Hessische Hochschule für Finanzen und Rechtspflege, Fachbereich Rechtspflege, in Rotenburg an der Fulda (Ausbildung für Hessen und Thüringen)

Das Studium wird mit der Rechtspflegerprüfung abgeschlossen. Das Bestehen dieser Staatsprüfung ist Voraussetzung einer entsprechenden Einstellung als Beamter und für die Verleihung des akademischen Grades Diplom-Rechtspfleger/in (FH) (Dipl.-Rpfl. (FH)). Die Prüfung besteht aus sechs bis zehn fünfstündigen Klausuren. In einigen Bundesländern beinhaltet die Prüfung auch die Anfertigung einer wissenschaftlichen Diplomarbeit, nur in Hessen und Mecklenburg-Vorpommern fließen während des Studiums erbrachte Leistungen bis 30 % in die Gesamtnote mit ein. Nach erfolgreich absolvierter Prüfung besteht üblicherweise keine Übernahmegarantie in den Staatsdienst, nur die Aufstiegsbeamten aus dem mittleren Dienst haben im Rahmen ihres bisherigen Beamtenverhältnisses einen Anspruch auf Weiterbeschäftigung, erhalten das Diplom aber nicht als akademischen Grad, sondern nur als staatliche Bezeichnung. Die Durchfallquote lag 2019 im Bundesschnitt bei 9,05 %.
Eine Anpassung der Rechtspflegerausbildung an den Bologna-Prozess mit Bachelor- statt Diplom-Abschluss unterblieb bisher im Hinblick auf die Besonderheiten des deutschen Beamtenrechtes.

#### Laufbahn
Die Amtsbezeichnung lautet im Eingangsamt Justizinspektor (Besoldungsgruppe A 9). Im Weiteren kann die Laufbahngruppe des gehobenen Dienstes durchlaufen werden, darüber hinaus ist auch der Aufstieg in den höheren Dienst möglich. In Bayern wurden 2011 mit Inkrafttreten einer Dienstrechtsreform die Laufbahnen aufgehoben und die Dienstbezeichnungen geändert: In der nun in der „Dritten Qualifizierungsebene“ genannten Laufbahn beginnt man als Rechtspflegeinspektor, Aufsteiger in die „Vierte Qualifizierungsebene“ werden nun Rechtspflegerat, Rechtspflegeoberrat, Rechtspflegedirektor usw. genannt, auch wenn sie nicht mehr Rechtspfleger im Sinne des RpflG sind, sondern ausschließlich Aufgaben im Bereich der Verwaltung oder der Informations- und Datenverarbeitung wahrnehmen. Neben diesen kostenneutralen Änderungen wurde im gleichen Jahr die Eingangsbesoldung bis 2013 auf A8 abgesenkt.

### Deutsche Demokratische Republik
Den Beruf des Rechtspflegers gab es in der DDR nicht. Ein großer Teil seiner Aufgaben, insbesondere in der freiwilligen Gerichtsbarkeit, wurde teils von Verwaltungsbehörden, teils von den staatlichen Notariaten wahrgenommen. Innerhalb der Justiz waren neben Richtern und Staatsanwälten auch Gerichtssekretäre tätig, deren Aufgaben teilweise mit denen vergleichbar waren, die Rechtspfleger, Kostenbeamte, Urkundsbeamte und Gerichtsvollzieher in Westdeutschland wahrnahmen.
Gerichtssekretäre konnten nach Maßgabe des Einigungsvertrags Rechtspflegeraufgaben auf Sachgebieten wahrnehmen, die ihnen nach DDR-Recht zur Erledigung zugewiesen waren oder zugewiesen werden konnten. Gerichtssekretäre konnten nach näherer Bestimmung des Landesrechts auch mit weiteren Rechtspflegeraufgaben betraut werden, wenn sie auf Grund von Fortbildungsmaßnahmen zur Erledigung dieser Aufgaben geeignet waren. Nach § 34a RPflG konnten diese sog. Bereichsrechtspfleger nach erfolgreicher Fortbildung die Stellung eines Rechtspflegers erwerben und durften mit allen Rechtspflegeraufgaben betraut werden. Bereichsrechtspfleger dürfen die Aufgaben eines Rechtspflegers auf den ihnen übertragenen Sachgebieten gem. § 34 RPflG unbefristet wahrnehmen und auch auf weiteren Sachgebieten mit Rechtspflegeraufgaben betraut werden, wenn sie dazu auf Grund von Fortbildungsmaßnahmen geeignet sind.
Insofern mögen Bereichsrechtspfleger und nach den laufbahnrechtlichen Regelungen in § 2 RPflG ausgebildete Rechtspfleger zwar vergleichbar sein. Eine vollständige Gleichstellung ist indes nicht erfolgt und sollte nach dem Willen des Gesetzgebers auch nicht erfolgen. Bereichsrechtspfleger unterscheiden sich daher von Rechtspflegern, die die Voraussetzungen des § 2 RPflG erfüllen und denen kraft Gesetzes sämtliche in § 3 RPflG genannten Aufgaben übertragen sind, schon dadurch, dass sie ausschließlich „auf den ihnen übertragenen Sachgebieten“ tätig sein dürfen; weitere Aufgaben können ihnen nur dann übertragen werden, wenn sie eine Fortbildung „auf diesem Sachgebiet“ absolviert haben. Wegen dieser eingeschränkten Verwendbarkeit unterscheiden sie sich auch von solchen Bereichsrechtspflegern, die eine ergänzende Ausbildung an einer Fachhochschule absolviert und damit die „Stellung eines Rechtspflegers“ (§ 34a Abs. 2 Satz 1 RPflG) erworben haben.

## Österreich
In Österreich sind Diplomrechtspfleger nichtrichterliche Gerichtsbeamte, denen als Organen des Bundes auf Grund der Bestimmungen des Art. 87a B-VG und des Rechtspflegergesetzes die selbstständige Besorgung von Geschäften der Gerichtsbarkeit übertragen ist. Sie fassen Beschlüsse und erledigen die ihnen übertragenen Agenden der Rechtsprechung eigenverantwortlich und sind bei der Ausübung ihrer Tätigkeit nur an die Weisung des nach der Geschäftsverteilung zuständigen Richters gebunden. Das im Rechtspflegergesetz geregelte Weisungsrecht des zuständigen Richters hat in der gerichtlichen Praxis jedoch keine Bedeutung.

### Aufgabengebiete
Der Diplomrechtspfleger kann für eines oder mehrere der folgenden Arbeitsgebiete bestellt werden:
- Zivilprozess-, Exekutions- und Insolvenzsachen,
- Verlassenschafts-, Kindschafts- und Erwachsenenschutzangelegenheiten sowie Angelegenheiten des Gerichtserlages und der Einziehung gerichtlicher Verwahrnisse,
- Grundbuchs- und Schiffsregistersachen und
- Sachen des Firmenbuchs (Handelsregister).

Typische von Rechtspflegern durchgeführte Verfahren sind:
- Mahnverfahren
- Exekutionsverfahren (auf das bewegliche Vermögen, zwangsweise Pfandrechtsbegründung sowie zur Sicherstellung)
- Privatkonkursverfahren
- Verlassenschaftsverfahren (bei Aktiva von voraussichtlich nicht mehr als 200.000,-- Euro)
- Kindschafts- und Erwachsenenschutzverfahren (teilweise)
- Grundbuchsverfahren (hier gibt es praktisch keinerlei Tätigkeiten, die Richtern vorbehalten sind)
- Firmenbuchverfahren (teilweise)

Auf Grundlage des Art. 135a B-VG kann per Gesetz auch an Verwaltungsgerichten die Besorgung einzelner, genau zu bezeichnender Arten von Geschäften Rechtspflegern übertragen werden. Derzeit sieht jedoch nur das Gesetz über das Verwaltungsgericht Wien (§ 2 Abs. 1, § 4, § 25 VGWG) den Einsatz von Rechtspflegern vor. Der Präsident des Bundesverwaltungsgerichts ist ermächtigt, nach Bedarf den Einsatz von Rechtspflegern zu bestimmen (§ 13 Bundesverwaltungsgerichtsgesetz). Gegen Erkenntnisse und Beschlüsse eines Rechtspflegers kann binnen zwei Wochen das Rechtsmittel der Vorstellung beim zuständigen Richter erhoben werden (§ 54 Verwaltungsgerichtsverfahrensgesetz).

### Ausbildung
Zum Rechtspfleger zugelassen werden können Gerichtsbedienstete, die die Erfordernisse für die Ernennung auf eine Planstelle der Verwendungsgruppe B (Gehobener Dienst) erfüllen, österreichische Staatsbürger sind und die Gerichtskanzleiprüfung sowie die Prüfung für den Fachdienst bei Gericht erfolgreich abgelegt haben.
Die Ausbildung des Gerichtsbediensteten zum Rechtspfleger umfasst die Verwendung bei einem oder mehreren Gerichten mit der Vorbereitung von Erledigungen auf dem angestrebten Arbeitsgebiet, die Teilnahme am Grundlehrgang sowie am Lehrgang für das angestrebte Arbeitsgebiet (Arbeitsgebietslehrgang) und die erfolgreiche Ablegung der Prüfung über die Stoffgebiete des Grundlehrganges sowie die Prüfung über das Arbeitsgebiet.
Die Dauer der Ausbildung beträgt drei Jahre. Der Arbeitsgebietslehrgang und die Prüfung über das Arbeitsgebiet können auch noch innerhalb eines Jahres nach Ablauf der Ausbildungsdauer absolviert werden.